# CAMPFIRE (企業)
株式会社CAMPFIRE (CAMPFIRE, Inc.)は、東京都渋谷区に本社を置き、国内最大のクラウドファンディング「CAMPFIRE（キャンプファイヤー）」を運営する日本の企業。

## 概要
国内最大の支援総額、支援者数、プロジェクト成立件数を誇るクラウドファンディングを運営。音楽やアート、プロダクト、写真、映画などオールジャンルを扱う。2021年4月現在、49,000プロジェクトが採択され、約480万人が出資、約410億円以上の累計流通額となる。
「CAMPFIRE」のほか、地域特化型クラウドファンディング「FAAVO（ファーボ）」、社会問題と向き合う人のクラウドファンディング「GoodMorning」、株式会社パルコと共同運営の「BOOSTER(ブースター)」、フレンドファンディングアプリ「polca」、継続課金型コミュニティプラットフォーム「CAMPFIRE Community」などの企画・開発・運営を行っている。

## 事業領域

### 購入型クラウドファンディング
- CAMPFIRE：購入型国内クラウドファンディング成立件数NO.1のクラウドファンディングサービス。2017年度主要32企業ブランドにおける購入型クラウドファンディングを対象とした矢野経済研究所の調査結果より。
- FAAVO：地域特化型クラウドファンディングサービス。
- BOOSTER：CAMPFIREと株式会社パルコと共同運営のクラウドファンディングサービス。
- machi-ya：GIZMODOなどを運営する株式会社メディアジーンと共同運営のクラウドファンディングサービス。
- GoodMorning：社会問題と向き合う人のクラウドファンディングサービス（寄付型含む）

### 継続課金型コミュニティプラットフォーム（オンラインサロン）
- CAMPFIRE Community：継続課金型コミュニティプラットフォーム。 2016年のサービス開始から毎月100件以上のコミュニティが生まれ、毎月6000人の方が交流を楽しんでいる。アーティスト、動画クリエイター、音声配信などの特定ジャンルへの反響が高く、クリエイターへの継続的な資金調達ニーズの機会拡大を目指している。

### 個人間決済（フレンドファンディング）
- polca（ポルカ）：フレンドファンディングアプリケーション（web, スマートフォン: iOS, Android） アイディアを実現するためのお金をあつめたい。主に今、お金を必要としている人向けの、フレンドファンディングアプリ。アイディアを共有し、それに対してお金を払って応援してくれる人をつのることができ、送金・割り勘アプリとは異なり、アプリの中でお金を通じたコミュニケーションができる仕組みが備わっている。

### インベストメント領域
- CAMPFIRE Owners：融資型クラウドファンディング（ソーシャルレンディング）。

## 沿革
- 2011年
  - 1月 - 株式会社CAMPFIREの前身となる株式会社ハイパーインターネッツ設立
  - 6月 - クラウドファンディング「CAMPFIRE」ローンチ
- 2012年
  - 1月 - 港区六本木にオフィス移転
- 2013年
  - 6月 - 渋谷区神宮前にオフィス移転
- 2016年
  - 3月 - 「CAMPFIRE」に目標金額を達成しなくても資金を受け取れるAll-in方式を導入
  - 3月 - 「CAMPFIRE×LOCAL」をローンチ
  - 7月 -  あったらほしい！“妄想”を集めて商品化する「モーコレ」のサービス開始
  - 8月 - 継続課金型コミュニティプラットフォーム「CAMPFIREファンクラブ」をリリース
  - 8月 - ”社会にいいこと”特化型のクラウドファンディング「GoodMorning」をリリース
  - 10月 - ファッション特化型のクラウドファンディング「CLOSS」をリリース
- 2017年
  - 2月 - 日本初「クラウドファンディング保険」の提供開始。安心してプロジェクトを実行・支援できる環境の整備。
  - 8月 - フレンドファンディング アプリ「polca（ポルカ）」をリリース
- 2018年
  - 4月 - 株式会社サーチフィールドから地域特化型クラウドファンディングサービス「FAAVO（ファーボ）」を事業授受
  - 10月 - 金融サービス「CAMPFIRE Bank」提供開始
- 2019年
  - 1月 - 株式会社BrainCatよりコミュニティウォレット「Gojo」を事業譲受
  - 2月 - 累計流通金額100億円を突破[6]。
  - 4月 - 女優のんとチャップリンが出演するCM「夢見る人を、はじめる人に。」を全国で放映開始。
  - 5月 - 総額22億円のシリーズC投資ラウンドを発表[2]。
  - 6月 - 継続課金型コミュニティプラットフォーム「CAMPFIREファンクラブ」を「CAMPFIRE Community」にサービスリニューアル

## 不祥事
- 2022年6月10日、クラウドファンディングで集まった支援金などから約2500万円を着服したとして、元社員が警視庁渋谷警察署に業務上横領の疑いで逮捕された。2019年8～11月、会社口座からインターネットバンキングで4回に分けて約2500万円を自分の口座に移し、着服した。元社員は容疑を認め、「競馬に使うお金が欲しかった」と話しているという。CAMPFIREの内部調査で着服が発覚し、2020年11月に懲戒解雇、2021年12月に刑事告訴していた[7][8]。